# تشلسي راندال
تشلسي راندال (بالإنجليزية: Chelsea Randall)‏ هي لاعبة كرة قدم أسترالية أسترالية، ولدت في 14 يونيو 1991.

## وصلات خارجية
- تشلسي راندال على موقع AustralianFootball.com (الإنجليزية)